# Tideu d'Atenes
Tideu d'Atenes (en llatí Tydeus, en grec antic Τυδεύς) era un general (estrateg) atenenc.
Va ser un dels tres generals nomenats el 405 aC per compartir el comandament de la flota amb Conó, Filocles i Adimant. Xenofont diu que junt amb el seu lloctinent Menandre, va rebutjar els consells d'Alcibíades abans de la batalla d'Egospòtam, cosa que va portar al desastre. Pausànias diu que era sospitós, junt amb Adimant, d'haver estat subornat per Lisandre. Després de la batalla, els espartans el van fer presoner i el van executar juntament amb els altres presoners atenencs, l'any 404 aC.